# Frederick Kemp Ward
Frederick Kemp „Fritz” Ward (ur. 20 listopada 1876 w Rochester, zm. 23 marca 1910) – amerykański tenisista, zwycięzca kilku turniejów u schyłku XIX wieku.
Był synem Leviego Fredericka Warda (1842–1907) i Alice Smith (1844–1913). Studiował na Uniwersytecie w Rochester, był członkiem jednego ze studenckich bractw. Pracował jako asystent sekretarza w Rochester Trust and Safe Deposit Company, a od 1909 był związany z firmą brokerską A. J. Wrighta z Buffalo. Udzielał się w życiu społecznym i sportowym Rochester, należał m.in. do Rochester Tennis Club, Rochester Country Club i Genesse Valley Club w Rochester.
W młodości odniósł kilka znaczących sukcesów w tenisie. W 1893, w wieku niespełna 17 lat, przeszedł rundę eliminacyjną w mistrzostwach USA w Newport, a następnie pokonał jeszcze dwóch rywali, by ulec dopiero Williamowi Larnedowi 2:6, 3:6, 3:6. Zaraz po mistrzostwach wystąpił w międzynarodowym turnieju na kortach Queen’s Royal Hotel Niagara, największej ówcześnie imprezie tenisowej w Kanadzie, gdzie w finale all commers pokonał Henry’ego Avery’ego z Detroit 6:1, 6:0, 7:5, a w challenge round Arthera Fullera z Bostonu 8:6, 2:6, 6:4, 6:0. W opinii obserwatorów tytuł zawdzięczał dobrej grze forhendem oraz skutecznemu wolejowi bekhendowemu. Do sukcesu w grze pojedynczej dołożył Ward mistrzostwo w deblu, w parze z W.A. Boysem pokonując w finale braci Coldham 6:4, 6:2, 7:5.
W 1893 wygrał także turniej w rodzinnym Rochester (Rochester Lawn Tennis Club), pokonując w finale R.W.P. Matthewsa z Toronto 6:4, 6:3, 6:2 (ponadto grę podwójną w parze z bratem Levi Smithem Wardem) oraz turniej Elmira Lawn Tennis Club, po finale z C. Wyckhoffem 6:2, 6:4, 6:3. W 1894 w obronie tytułu przy Niagarze uległ w challenge round Malcolmowi Chace’owi 3:6, 1:6, 6:8. W 1896 jeszcze raz dotarł do challenge round tego turnieju, ale przegrał z Carrem Bakerem Neelem 2:6, 3:6, 3:6. W 1895 ponownie był mistrzem Rochester.
7 stycznia 1903 poślubił Hortense Thomas z Nowego Jorku (24 kwietnia 1878 – 1 sierpnia 1909), z którą miał dwoje dzieci: syna Fredericka Kempa juniora (ur. 20 stycznia 1904) i córkę Caroline Allen (ur. 9 października 1905). W 1909 owdowiał, sam ciężko chorował; 23 marca 1910 zmarł śmiercią samobójczą (zastrzelił się).
W zbiorach biblioteki Uniwersytetu w Rochester zachowały się dokumenty i fotografie rodziny Wardów, przekazane w 1981 przez Caroline Allen Ward. W kolekcji znajdują się m.in. listy Fredericka Warda do żony, jego świadectwa szkolne oraz dziennik wyników turniejowych.